# Мария Реса
Мария Анхелита Рѐса (на тагалог: Maria Angelita Ressa) е филипинска журналистка. През 2021 г., заедно с руския журналист Дмитрий Муратов получава Нобеловата награда за мир.
Родена е на 2 октомври 1963 година в Манила, но от 1973 година живее в Съединените щати, където майка ѝ емигрира след ранната смърт на баща ѝ. През 1986 година завършва английска филология в Принстънския университет, след което се връща във Филипините, започва работа като журналист и скоро оглавява местното бюро на американската телевизия Си Ен Ен.
През 1995 – 2005 година ръководи бюрото на Си Ен Ен в Джакарта, а през 2005 – 2010 година – новинарския отдел на филипинската медийна група ABS-CBN, през 2012 година основава новинарския уебсайт „Раплър“, който се превръща във водеща интернет медия в страната. След поредица критики към правителството на президента Родриго Дутерте, през 2018 година властите отнемат лиценза на „Раплър“, а малко по-късно Мария Реса е арестувана и през 2020 година е осъдена на 6 години затвор за клевета.
Тя е хомосексуална.